# Melasma
El melasma són taques fosques que apareixen a la pell. Tot i que pot afectar qualsevol persona, el melasma és molt freqüent en les dones, especialment les dones embarassades (llavors rep el nom de melasma gravídic o cloasma gravídic) i aquelles persones que estan prenent anticonceptius orals o teràpia hormonal substitutòria.

## Clínica
Les lesions de melasma són màcules (taques) fosques, irregulars, ben delimitades i es troben normalment a la galta, el nas, els llavis (principalment superior) i el front. Aquestes màcules sovint es desenvolupen gradualment amb el temps. El melasma no causa cap altre símptoma més enllà de l'alteració cosmètica.